# Bziny
Bziny (em húngaro: Bezine) é um município da Eslováquia, situado no distrito de Dolný Kubín, na região de Žilina. Tem 5,84 km² de área e sua população em 2018 foi estimada em 575 habitantes.

## Demografia
| Ano:        | 1994 | 2004    | 2014   | 2024   |
| ----------- | ---- | ------- | ------ | ------ |
| Broj ljudi: | 417  | 529     | 562    | 598    |
| Razlika:    |      | +26,85% | +6,23% | +6,40% |

| Ano:               | 2023 | 2024   |
| ------------------ | ---- | ------ |
| Número de pessoas: | 591  | 598    |
| Diferença:         |      | +1,18% |